# 汗入郡
汗入郡是過去屬於伯耆國的郡。已於1896年3月29日與會見郡合併為西伯郡。

## 歷史
根據『和名抄』，汗入郡過去下轄束積、汗入、奈和、尺度、高住、新井6鄉。

### 年表
- 1889年10月1日：實施町村制，汗入郡下轄：淀江町、宇田川村、高麗村、大山村、所子村、名和村、庄內村、御來屋村、光德村、逢坂村。（1町9村）
- 1896年3月29日：與會見郡合併為西伯郡。